# Bitmap Brothers
The Bitmap Brothers – założona w 1987 roku brytyjska firma zajmująca się projektowaniem gier komputerowych. Największy okres sukcesu przeżywała w początkach lat dziewiędziesiatych XX wieku, produkując takie serie gier jak Xenon, Cadaver, Speedball (seria) czy Chaos Engine. W celu wydawania swoich gier założyła własną firmę dystrybuującą Renegade Software, wcześniej ich gry były dystrybuowane przez Image Works i Konami.

## Lista programów i gier stworzonych przez Bitmap Brothers
- Xenon (1988)
- Speedball (1988)
- Xenon II: Megablast (1989)
- Cadaver
- Speedball 2: Brutal Deluxe (1990)
- Gods (1991)
- Cadaver - The Pay Off 1991
- Magic Pockets
- The Chaos Engine (1993)
- The Chaos Engine 2 (1996)
- Z (1996)
- Speedball 2100 (2000)
- Z: Steel Soldiers (2001)
- Speedball Arena (cancelled)
- World War II: Frontline Command